# Кастанието По
Кастаниѐто По̀ (на италиански: Castagneto Po; на пиемонтски: Casgné, Касъние) е село и община в Метрополен град Торино, регион Пиемонт, Северна Италия. Разположено е на 162 m надморска височина. Към 1 януари 2020 г. населението на общината е 1757 души, от които 102 са чужди граждани.